# شب‌پره (لاست)
شب‌پره نام هفتمین قسمت از فصل اول مجموعهٔ تلویزیونی لاست می‌باشد. جنیفر جانسون و پاول دینی فیلم‌نامهٔ این قسمت را نوشتند و جک بندر-کارگردان ۴۱ قسمت از ۱۲۱ قسمت لاست- آن را کارگردانی کرد. جک بندر کارگردانی قسمت‌هایی از بازی تاج و تخت و سوپرانوها را در کارنامهٔ خود دارد. شب‌پره بار اوّل در تاریخ ۳ نوامبر ۲۰۰۴ از شبکهٔ کابلی ای.بی. سی به روی آنتن رفت که ۱۸٫۷۳ میلیون نفر در آمریکا (۲ میلیون نفر بیشتر از قسمت قبلی) آن را در اوّلین پخش تماشا کردند. در فلش‌بک‌های این قسمت به‌طور ویژه به شخصیت چارلی پیس با بازی دامینیک مانهن پرداخته می‌شود.
در حالی که جک در یک غار گیر افتاده، چارلی کم‌کم اثرات ترک هرویین را تجربه می‌کند؛ در همین حال سعید جراح (نوین اندروز)، کیت آستن (اوانجلین لیلی) و بون کارلیل (ایان سامرهلدر) تلاش می‌کنند تا با روش مثلّت‌سازی محلِّ پخش سیگنال زن فرانسوی را پیدا کنند. در فلش‌بک‌های این قسمت همچنین به گرفتاری چارلی در گروه درایوشفت هم به‌طور ویژه پرداخته می‌شود.
شب‌پره نخستین قسمتی است که ترانهٔ "You All Everybody" از گروه درایوشفت به‌طور کامل خوانده و اجرا می‌شود؛ که در قسمت‌های قبلی هنوز نوشته نشده بود. شب‌پره نظرات و نقدهای گوناگونی (اغلب مثبت) دریافت کرد.

## نام
علّت نام‌گذاری این قسمت به شب‌پره (The moth)، توضیحات جان لاک به چارلی دربارهٔ شب‌پره و نحوهٔ بیرون آمدن آن از پیله است؛ و اینکه او می‌تواند به راحتی با چاقوی خود سوراخ پیله را کمی باز و به آن کمک کند ولی ترجیح می‌دهد تا شب‌پره خود با تقلّا و کوشش پیله را پاره کند و بیرون آید. چرا که تلاش راه طبیعی برای مقاوم شدن است. جان می‌خواهد با تشبیه فرایند ترک موادّ مخدّر به روند بیرون آمدن شب‌پره از پیله، به چارلی انگیزه و الگویی طبیعی بدهد و او را به تلاش و تقلّا برای ترک هرویین وادارد.
کمی بعد هم وقتی که چارلی برای نجات جک به درون غار می‌رود و هردو آن‌جا گیر می‌کنند، چارلی با مشاهدهٔ شب‌پره‌ای توجّهش جلب می‌شود و با تعقیب آن راه خروج را پیدا می‌کند و خود و جک را نجات می‌دهد.
در آخرِ قسمت هم، وقتی که چارلی پیش جان می‌رود و برای سوّمین بار مخدّرش را درخواست می‌کند و می‌گوید که انتخابش را کرده و سپس در لحظه‌ای حماسی و به یاد ماندنی آن‌ها را به درون آتش می‌اندازد، شب‌پره‌ای از بالای سر آن‌ها رد شده و پرواز می‌کند و چارلی او را می‌نگرد.

## داستان

### فلش‌بک‌ها
چارلی (دامینیک مانهن) در اتاق اعتراف به یک کشیش می‌گوید که می‌خواهد از گروه خود خارج شود؛ چون اثرات بدی روی او دارد. کمی بعد، برادرش لیام پیس (نیل هاپکینز) به او می‌گوید که درایوشفت یک قرارداد ضبط دریافت کرده. چارلی تمایلی به امضای قرارداد ندارد زیرا او از سکس و مواد مخدری که گروه موسیقی‌اش درگیر آن است خسته شده و دیگر حالش از آن‌ها به هم می‌خورد. برادرش لیام با قول دادن به او که هر وقت خسته شد می‌تواند کنار برود او را متقاعد می‌کند که قرارداد را امضا کند و به گروه برگردد. یک روز در اجرایی زنده، لیام کُرسِ "You All Everybody" را که باید توسّط چارلی خوانده شود، شروع به سرودن می‌کند. لیام به چارلی اطمینان می‌دهد که این کار دیگر تکرار نمی‌شود.
بعداً، چارلی، لیام را که با هرویین نشئه کرده به همراه گروهی از دخترها می‌یابد. چارلی دخترها را بیرون می‌کند و به لیام می‌گوید که دیگر کارش با گروه تمام شده. لیام با عصبانیت به چارلی می‌گوید که او لیام، خود درایوشفت است و اینکه هیچ‌کس نمی‌داند که نوازندهٔ گیتار بیس [چارلی] کیست و ادامه می‌دهد که بدون گروه، چارلی هیچ است؛ که این حرف چارلی را ترغیب می‌کند که برای اوّلین بار هرویین مصرف کند. سال‌ها بعد چارلی به خانهٔ لیام در استرالیا سر می‌زند و از او می‌خواهد که برای یک تورِ بازگشت به درایوشفت برگردد. لیام نمی‌پذیرد؛ ولی گروه نمی‌تواند بدون او تور را اجرا کند. او چارلی را برای عدم ترک و استفادهٔ از مواد مخدر نکوهش می‌کند و چارلی هم لیام را به خاطر اینکه از اوّل او را به این راه کشاند سرزنش می‌کند. لیام با گفتنِ اینکه سیدنی برنامه‌های ترک اعتیاد خوبی دارد و اینکه می‌تواند به او کمک کند از چارلی می‌خواهد که چند هفته‌ای پیش او بماند. چارلی می‌گوید باید به هواپیما برسد و با عصبانیت او را ترک می‌کند.

### در جزیره
در دست ترجمه و تدوین…

## تولید
در دست ترجمه…

## بازخورد
"شب‌پره" برای اوّلین بار در ۳ نوامبر ۲۰۰۴ در ایالات متّحدهٔ آمریکا به روی آنتن رفت و ۱۸٫۷۳ میلیون نفر آن را در پخش اصلی تماشا کردند. "شب‌پره" به‌طور کلّی نقدهای گوناگون اغلب مثبت دریافت کرد. رایان مک‌گی از وب‌سایت Zap2it نوشت: "this episode wasn't a stinker by any measure, but after the run of early episodes, this is the first that really didn't hold its own when compared to the others" "The moth imagery/metaphor just beats you down by episode's end, making you long for the more subtle writing the show has produced up until this point." [نیاز به ترجمه]
تیوی کریتیک به آن ۶۸/۱۰۰ داد؛ و نوشت: "it falls between being "obvious and cheesy" and "beautifully paced and structured. [نیاز به ترجمه]
مایلز مک‌نات از ای. وی. کلاب به اپیزود B داد واین نظر را به اشتراک گذاشت: "one of the more intensely metaphorical—and thus writerly—episodes of the series. The eponymous metaphor—delivered by Locke—is one of the series’ most blatant, and the moth’s consistent reappearance in the episode calls a lot of attention to the construction of the narrative." [نیاز به ترجمه]
کارکنان آی‌جی‌ان "شب‌پره" را به عنوان سی و ششمین قسمت برتر لاست رتبه‌بندی کردند و توضیح دادند: "The moth of the episode's title appears both as a metaphorical and physical symbol of the struggle to find strength within yourself, as Locke explains to Charlie, and to take charge of your own life without relying on anyone else to do it for you." [نیاز به ترجمه]